# Circuito callejero de Hamilton
El Circuito callejero de Hamilton fue un circuito callejero temporal en Hamilton, Nueva Zelanda. De 2008 a 2012 fue sede del Hamilton 400 como parte del campeonato V8 Supercars.
De 2010 a 2012, ITM, el grupo más grande de suministros de construcción de comercio independiente de Nueva Zelanda, patrocinó la carrera y se conoció como el Hamilton de ITM 400.

## Trazado
El circuito callejero de Hamilton tiene 3,4 km de largo en sentido de las agujas del reloj alrededor del distrito de negocios de Frankton, con la línea de boxes y la recta principal en calle Mill. El circuito también va junto al parque Seddon y el estadio Waikato. Por lo general, es una pista de carreras estrecha con paredes de concreto, pero puede ser rápida. Hay muchas oportunidades de pases y aquellos que se conectan rápidamente al estilo contenido de las carreras callejeras tienen el mayor éxito.

## Abandono
Algunos residentes de la ciudad querían que los V8 se fueran, ya que tomaron las calles de la ciudad y bloquearon a los residentes de entrar y salir de sus propios hogares.
El 14 de diciembre de 2010, The New Zealand Herald informó que Julie Hardaker, la recientemente elegida alcaldesa de Hamilton y algunos concejales nombraron a un auditor independiente para auditar el costo de la carrera. Las cifras publicadas el 14 de diciembre sugirieron que el costo de NZ$3.5 millones para cambiar el evento a otro promotor (la promotora original, Caleta Streetrace Management, se derrumbó en 2010), NZ$5.1 millones para costos operativos y NZ$ 20.3 millones para configuración. los costos La suma (NZ$27.4 millones) no incluyó montos "comercialmente confidenciales" como los pagos de patrocinio de eventos.
El costo de ejecutar el evento de V8 Supercars finalmente se consideró demasiado grande y la última carrera de este campeonato se llevó a cabo el 22 de abril de 2012; ganado por Mark Winterbottom.